# Rhynchospiza dabbenei
Rhynchospiza dabbenei (лат.) — вид птиц из семейства Passerellidae. Ранее считался подвидом Rhynchospiza strigiceps.

## Название
Видовое название присвоено в честь аргентинского орнитолога итальянского происхождения Роберто Рауля Даббене (Roberto Raúl Dabbene) (1864—1938).

## Распространение
Обитают в Андах и их окрестностях в регионе Юнга в северо-западной части Аргентины. Имеется также единственное наблюдение в южной части Боливии. Живут в зарослях кустарников и на лугах.

## Описание
Длина тела 15-16 см. Верхние части коричневые с более темными прожилками и различными сочетаниями ржавого и серого цвета. Снизу окрас бледно-серый, переходящий в бахрому на боках и сзади. Голова серая с каштановой макушкой и заглазничными полосами, чёрными предглазьями и белой полосой «усов».

## Биология
Питаются семенами и насекомыми. Птенцов кормят только насекомыми.
Яйца голубовато-белые, без блеска.